# THE STAR (漫画)
『THE STAR』（ザ・スター）は、島崎譲による日本の漫画。『週刊少年マガジン』（講談社）1987年19号から1991年31号まで連載された。単行本は全24巻。2019年現在マンガ図書館Zにて全巻が無料公開されている。
単行本3巻までは、原案協力として藤本ひとみがクレジットされていた。そのためマンガ図書館Zでは長らく4巻以降のみが無料公開される時期が続いたが、2013年に藤本の許可が取れ全巻が無料公開されるようになった。

## 概要
主人公の長瀬優也が、オーディションを経て芸能界入りし、数々の作品に出演し難局を乗り切りながら成長、最終的に世界的なスターとなる過程を描いた作品。島崎にとっての出世作であり、約4年間に渡る長期連載となった。長瀬たちをのぞいた登場人物は連載当時に活躍していた俳優やアイドルをもじった名称となっている（勝新太郎、中森明菜、トム・クルーズなど）。
作中では長瀬が何らかの理由（ライバル俳優による妨害行為や対決、撮影中のアクシデントなど）で負傷をするのが恒例となっていた。また、生放送でのテレビドラマ収録が頻繁に行われる、長瀬の出演番組が視聴率50パーセント以上を超える（最高視聴率が93.5パーセント）、『北斗の拳』ばりに巨大化する、剣術バトルの果てに気功波を出す、現地の神に扮した長瀬の演技に心打たれて戦争回避に至るなど、全体的に荒唐無稽な描写も多く見られる。
『少年マガジン・トリビア134 すべての漫画少年に捧げる』によると、実在の俳優やアイドルをもじった登場人物については、作者自身が「芸能界好きなミーハー」で、「その時々で人気のあるタレントを登場させて楽しんでいた」としている。また、荒唐無稽な描写については、当時流行していたカンフー映画のノリを突き詰めていくうちに次第にエスカレートしていった、としている。その結果、本作ではジャニーズをモデルとした美少年アイドルまでが必殺技を繰り出すという展開になり、芸能漫画というよりは格闘漫画となっている。尚、長瀬の超人ぶりは他の漫画家からもネタにされており、『コータローまかりとおる!』や『キラキラ!』などでも長瀬が取り上げられている。

## 主な登場人物
長瀬優也
主人公。第1巻時点では高校生。何か夢中になれるものを探していたが、幼馴染の望が映画『俺の宝石』のオーディションに勝手に応募しており、合格して芸能界入り。以後、主に時代劇・アクション作品を中心に活躍した。
後にハリウッドにも進出し、映画『シーザーとクレオパトラ』ではアカデミー賞主演男優賞を受賞する（第11巻）。
作品終盤では俳優業を一時休止し失踪、世界中を放浪の旅に出るが、とある砂漠の国の内戦に巻き込まれた際に、同国の伝説の英雄「シバ・ダッタ」を演じることで内戦を停めることに成功。その功績により、文字通りの「THE STAR」の称号を授与された。
格闘シーンにスタントマン抜きで臨む、中国拳法の奥義を映画の撮影期間中に習得する、砂漠を何日も人を背負って歩くなど驚異的な体力の持ち主である。
プロデュース能力にも優れており、スランプに陥ったゲストキャラに助言をして成功に導く描写も多く見られた。
実はアルコールに弱い。見た目には全く挙動が変わらないが、酒が入ると記憶が完全に飛んでしまい、翌日はひどい二日酔いに悩まされる。
中原秋奈
ヒロイン。アイドル歌手として高い人気を得ている。テレビ局の階段でたまたま優也とぶつかりそうになったことで優也と面識を持ち、後に優也と交際するに至った。
結婚こそしていないものの、数々の映画で共演しているほか、テレビの音楽番組でも優也と二人で出演したりするなど、事実上公然の仲。
最終回で、世界のスターとなった優也と自身を比較し、身を引こうとするが、優也からプロポーズを受けるところで物語は幕を閉じる。
松本正
五代映画社の社員で優也のマネージャー。優也の身の回りの世話などを担当する。第3巻で初登場し、以後作品終盤までマネージャーとして優也と行動を共にした。優也の失踪後も松本にだけはハガキで消息を伝えるなど、優也から信頼されている。
もともとはアクションスターを目指しており、優れた肉体と身体能力を持つ。